# Epistephium subrepens
Epistephium subrepens är en orkidéart som beskrevs av Frederico Carlos Hoehne. Epistephium subrepens ingår i släktet Epistephium och familjen orkidéer. Inga underarter finns listade i Catalogue of Life.